# Pizzighettone
Pizzighettone (lombardul: Pisighitón vagy Pisighetón) település Olaszországban, Lombardia régióban, Cremona megyében. Lakosainak száma 6259 fő (2023. január 1.). Pizzighettone Cappella Cantone, Cornovecchio, Formigara, Maleo, San Bassano, Castelgerundo, Crotta d’Adda és Grumello Cremonese ed Uniti községekkel határos.

## Népesség
A település lakossága az elmúlt években az alábbi módon változott:
| Lakosok száma | 6608 | 6501 | 6465 | 6259 |
|               | 2013 | 2017 | 2018 | 2023 |